# City Center Steilshoop
Het City Center Steilshoop is een overdekt winkelcentrum in de wijk Steilshoop in Hamburg. Het complex, dat dateert uit 1974, is gelegen aan de Schreyerring in het stadsdeel Wandsbeck.
Het complex telt 45 winkelunits op een oppervlakte van 11.100 m². Boven het winkelcentrum zijn 200 woningen. Tevens heeft het complex een parkeergarage met 400 parkeerplaatsen.
In de jaren 70 werd het complex beheerd door ECE Projektmanagement en floreerde.
In 1989 werd het complex gekocht door een investeringsfonds (Nr. 19) van de Fundus-Gruppe voor een bedrag van 28,4 miljoen euro. In 2006 werd het verkocht voor 18 miljoen euro aan Fortuna Immobilienmanagement van de Deense vastgoedinvesteerder Henrik Nygaard Johansen. In 2008 werd een parkeergarage toegevoegd en werd op de eerste verdieping nieuwe winkelruimte toegevoegd aan het centrum. Nadat het postkantoor het centrum verliet en een nabijgelegen filiaal van de discounter Famila vertrok ging het bergafwaarts. De eigenaar investeerde nog nauwelijks in onderhoud en liet het centrum verloederen.
Pogingen van de vastgoedbelegger Vonovia in 2018 om het complex te kopen liepen op niets uit. Vanwege de slechte toestand van het complex en de uitzichtloze situatie had het Landesbetrieb Immobilienmanagement und Grundvermögen onderzocht of de stad Hamburg het complex kon kopen. Maar het werd economisch onverantwoord geacht om hierin te investeren.
In 2021 werd het complex, dat inmiddels voor 70 % leeg stond, door Johansen verkocht aan de Reteam Group van de Deense Kathrine Heiberg. De Reteam Group wil het complex opknappen in overleg met de huurders.